# Мичкулово
Мичкулово — деревня в Даниловском районе Ярославской области. Входит в состав Дмитриевского сельского поселения.

## География
Находится в северо-восточной части Ярославской области на расстоянии приблизительно 14 км на юг-юго-запад по прямой от железнодорожного вокзала города Данилова, административного центра района.

## История
В 1859 году здесь (тогда сельцо Даниловского уезда Ярославской губернии) был учтен 1 двор .

## Население
Численность населения: 21 человек (1859 год), 0 как в 2002 году, так и в 2010.